# 施塔勞魏爾湖

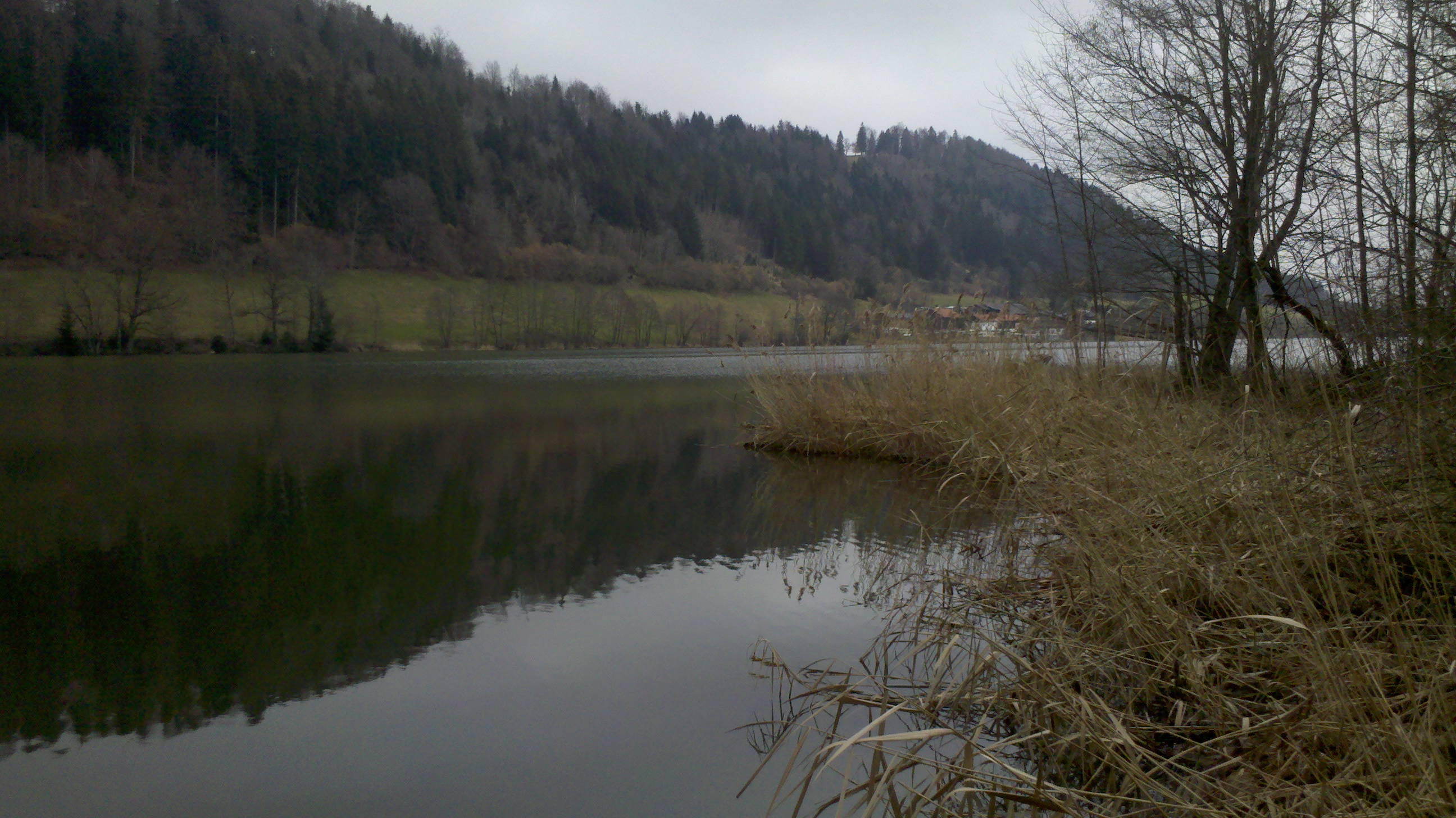

47°44′59″N 11°29′49″E / 47.749712°N 11.496978°E
施塔勞魏爾湖（德語：Stallauer Weiher），是德國的人工湖泊，位於該國東南部，由巴伐利亞州負責管轄，處於巴特特爾茨和巴特海爾布倫之間，長1公里、寬0.3公里，面積0.2平方公里，海拔高度710米，最大水深8米，湖岸線長度2.4公里。